# Královice, Kladno
Královice là một làng thuộc huyện Kladno, vùng Středočeský, Cộng hòa Séc.